# Johann Baptist Straub
Pour les articles homonymes, voir Straub.
Johann Baptist Straub, baptisé le 1er juin 1704 à Wiesensteig et mort le 15 juillet 1784 à Munich, est un sculpteur de style rococo.

## Biographie
Straub descend d'une famille de sculpteurs. Son père Johann Georg Straub était sculpteur, ainsi que ses frères Philipp Jakob (en), Joseph et Johann Georg (de). Il fait son apprentissage chez son père de 1718 à 1722, puis entre dans l'atelier de Gabriel Luidl à Munich. Il collabore avec Joseph Effner à l'aménagement de la Résidence de Munich, puis il s'établit de 1724 à 1736 à Vienne, où il s'inscrit dans les cercles de Christoph Mader, Ignaz Gunz, Galli Bibienna, Joseph Emanuel Fischer von Erlach, ou Raphael Donner. Il crée des chaires, des autels, des Madones, des buffets d'orgue, et toute sorte de statues, notamment pour la Schwarzspanierkirche (de).
Straub retourne à Munich, à l'invitation d'Andreas Faistenberger, en 1734. Il est nommé sculpteur de la Cour le 7 juin 1737, par le prince Charles de Bavière. Dès lors il œuvre pour les églises et abbayes de Bavière, mais aussi pour la Résidence de Munich et pour le palais de Nymphenburg.
Son élève le plus renommé est Ignaz Günther.
Il a pour neveu le sculpteur Franz Xaver Messerschmidt.

## Œuvres majeures

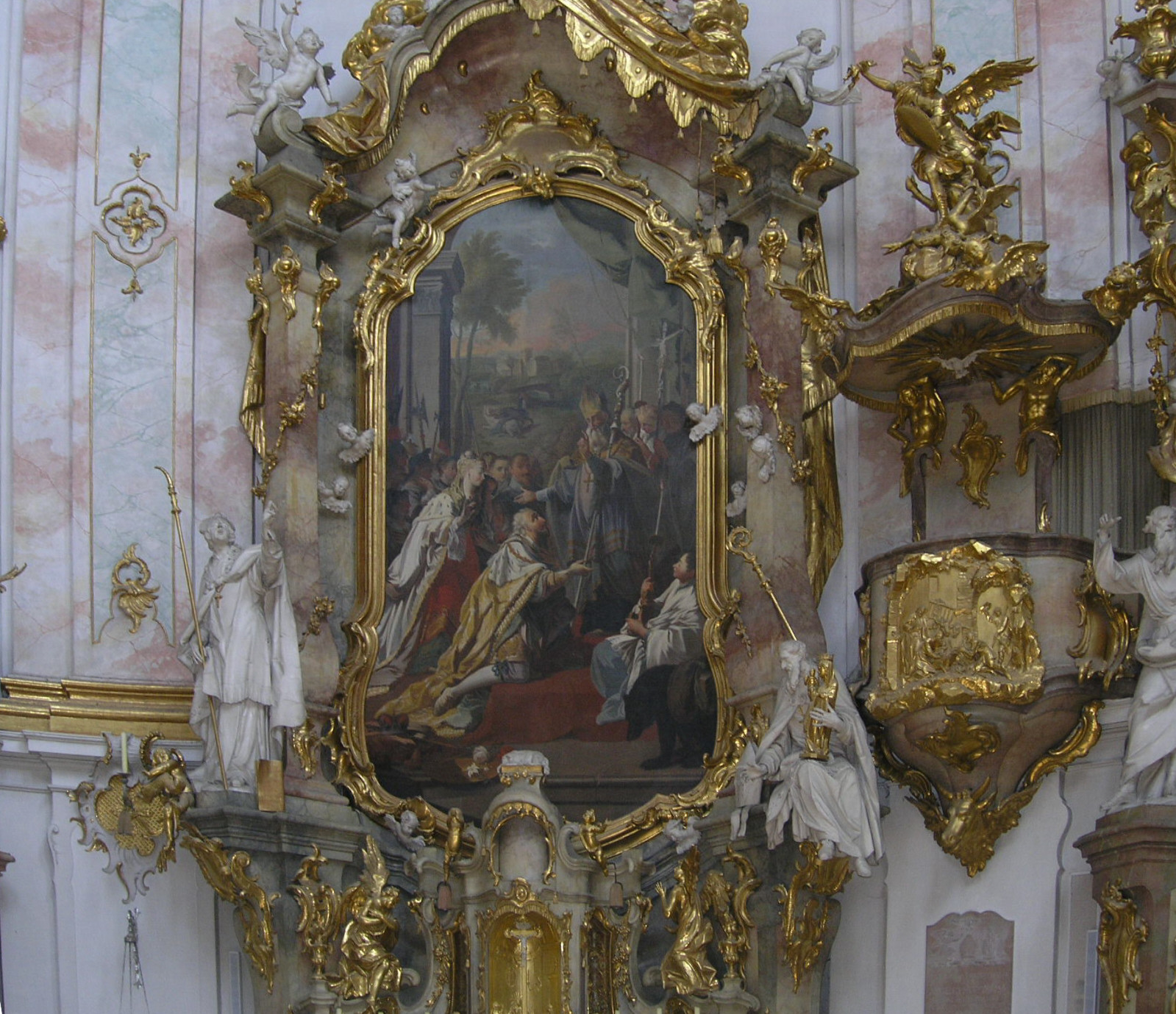
Vue de l'autel de saint Corbinien et de la chaire de l'abbaye d'Ettal

- 1726-1730, Les spirales en relief des deux colonnes devant l'église Saint-Charles-Borromée (Vienne), avec Johann Baptist Mader.
- 1730, chaire de la Schwarzspanierkirche à Vienne.
- 1738-1739, tabernacle du maître-autel de l'église Sainte-Anne de Lehel.
- 1739-1741, autels latéraux et chaire de l'église du couvent de Diessen (de).
- 1741, tabernacle et maître-autel de l'église abbatiale de l'abbaye de Fürstenzell.
- 1743, maître-autel et autels latéraux de l'église Saint-Michel de Berg am Lain.
- 1745, autel de droite de l'église Notre-Dame de Gauting.
- 1748-1757, autels de l'église du couvent des carmes de Reisach.
- 1750, autels de l'église abbatiale de l'abbaye d'Andechs.
- 1752, maître-autel de l'église de Bichl.
- 1755-1764, chaire et autels de l'église de l'abbaye de Schäftlarn.
- 1757-1765, chaire et autels de l'abbaye d'Ettal.
- 1763, autel de l'église de l'abbaye de Polling
- 1765-1769, aménagement intérieur de l'église de l'abbaye d'Altomünster.
- 1770-1773, maître-autel de l'église Saint-Georges de Bogenhausen.

## Galerie

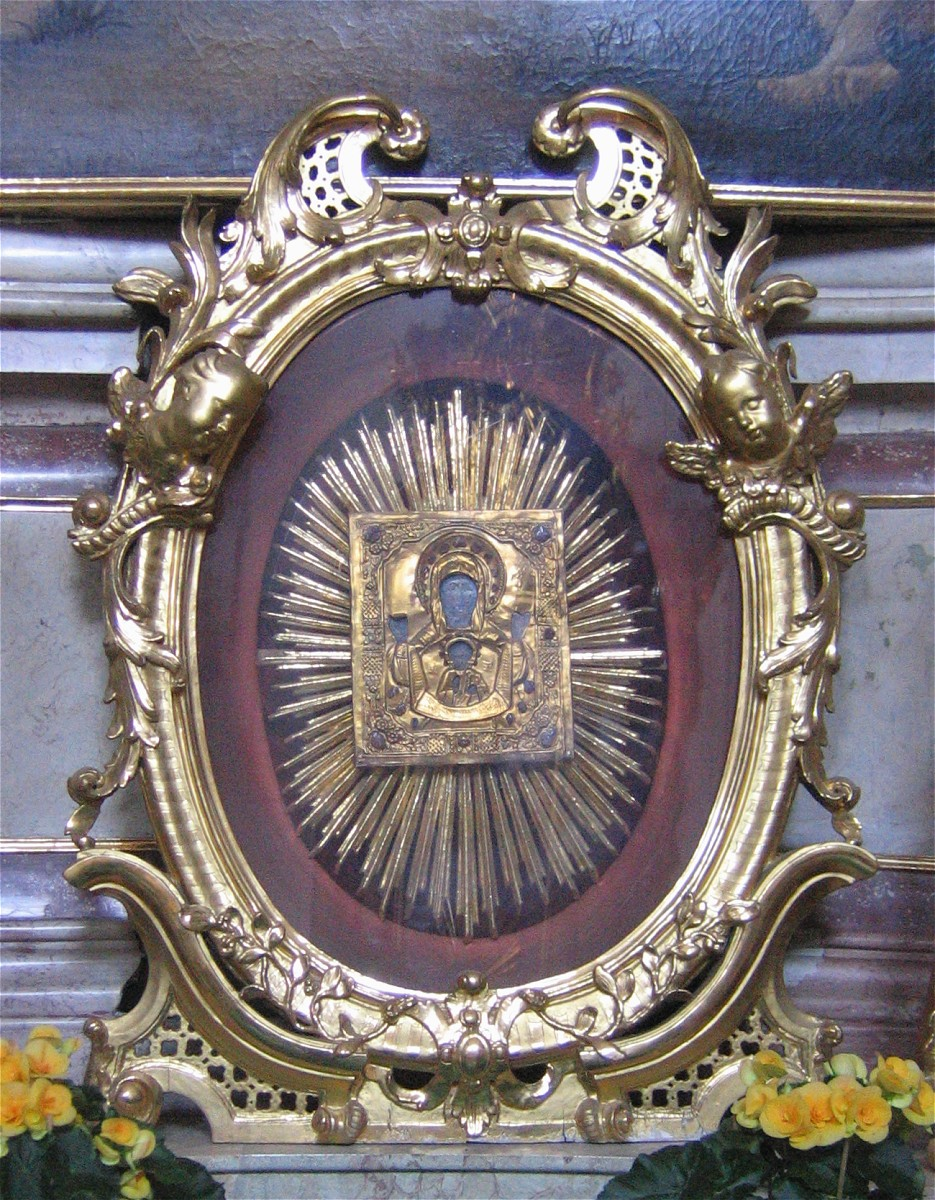
Cadre rococo de l'icône de la Vierge de l'église Sainte-Anne de Munich
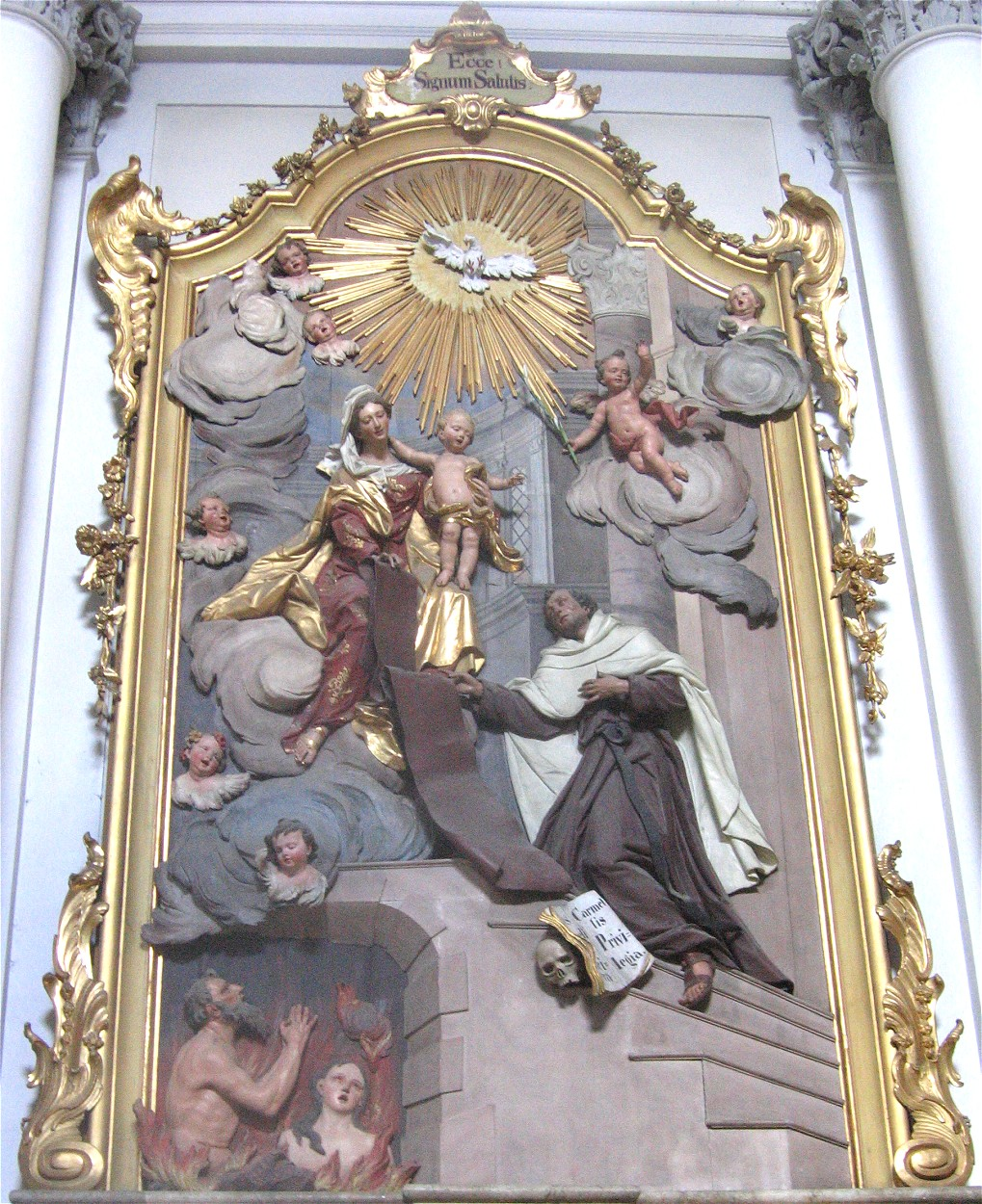
Autel du scapulaire du couvent des Carmes de Reisach
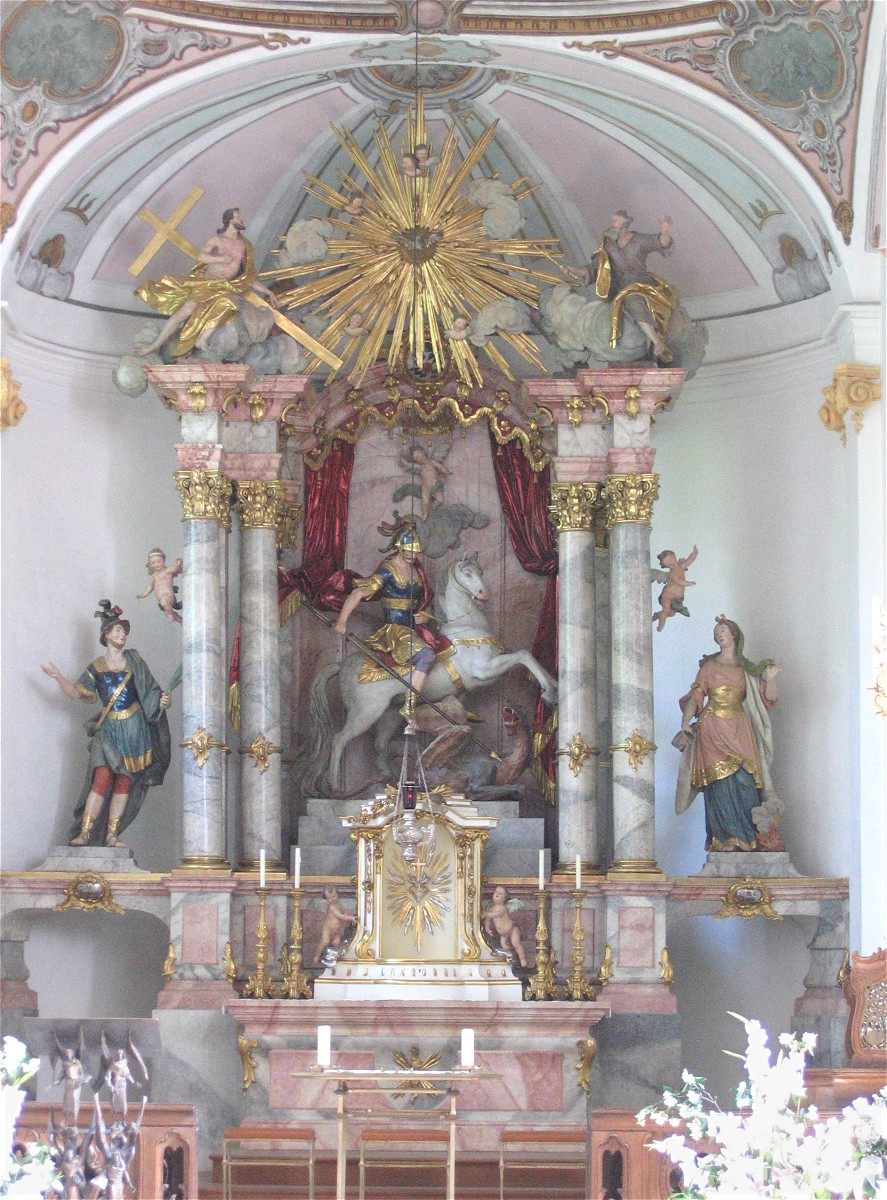
Maître-autel de l'église Saint-Georges de Bogenhausen
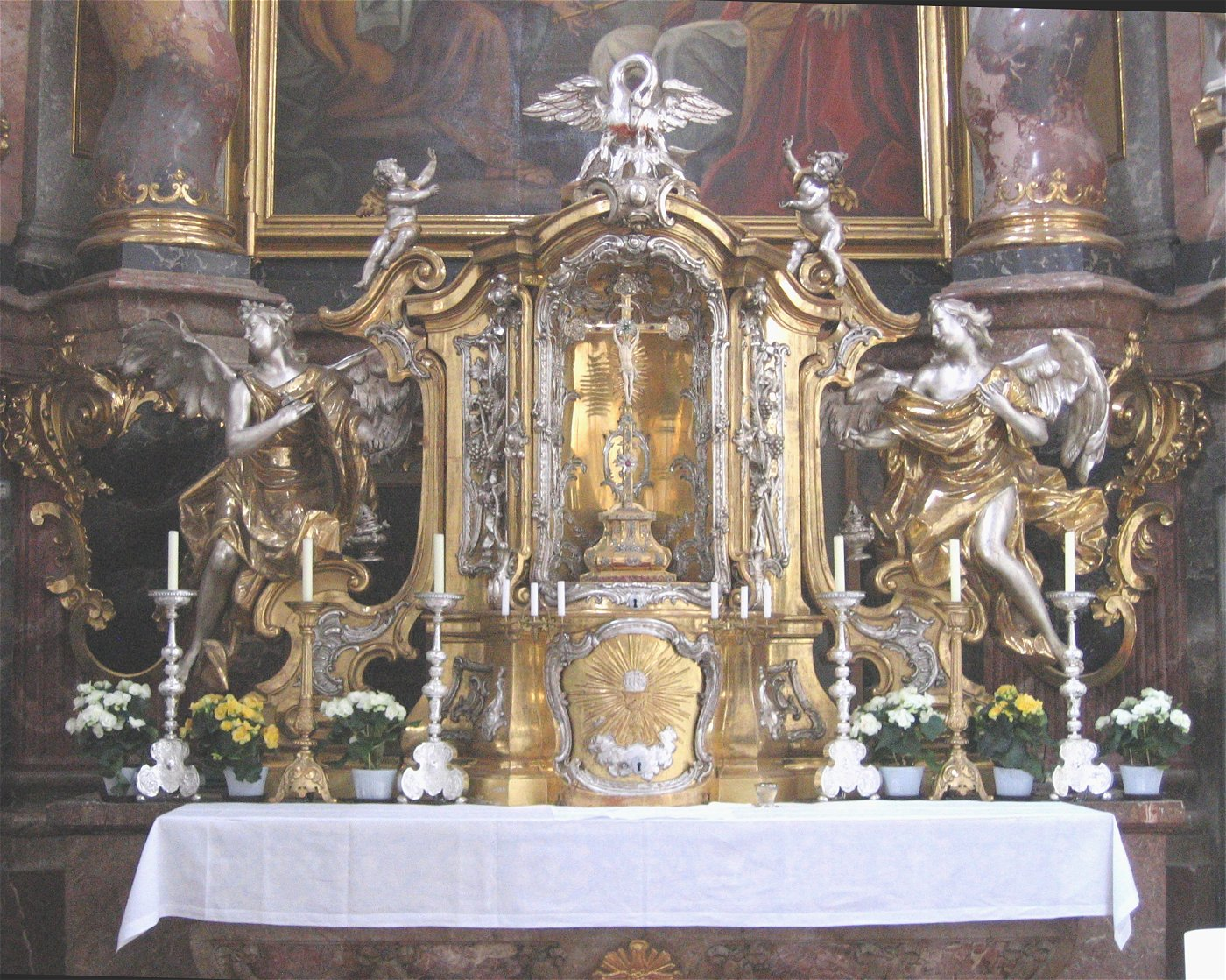
Tabernacle de l'église Sainte-Anne de Munich

## Sources
- Traduction partielle de l'article Wikipedia en allemand.